# 下施泰納赫河
下施泰納赫河是德國的河流，位於該國東南部，由巴伐利亞負責管轄，屬於紹爾加斯特河的右支流，河道全長11.5公里，流域面積126.7平方公里，河口處在下施泰納赫南側。